# Akademischer Stammbaum
Ein akademischer Stammbaum stellt analog zu einem Familienstammbaum das Verhältnis von akademischen Lehrern und Schülern dar. Damit lassen sich „wissenschaftliche Schulen“ aufzeigen, die oftmals auf bekannte Personen zurückführbar sind, die eine Wissenschaft begründet oder geprägt haben. Für die Mathematik versucht das Projekt Mathematics Genealogy Project dies zu erbringen, für die theoretische Chemie das Projekt Theoretical Chemistry Genealogy Project.

## Methodik
Zur Aufstellung eines akademischen Stammbaumes werden möglichst umfänglich Dissertationen eines Fachbereiches erfasst und zu einem Stammbaum verknüpft. Als Eltern eines Wissenschaftlers werden die Betreuer seiner Dissertation, ggf. seiner Postdoktorate und Habilitation angesetzt, als seine Kinder die Wissenschaftler, die bei ihm promoviert oder habilitiert haben, oder als Postdoktorand von ihm betreut wurden. Auf diese Art lassen sich „wissenschaftliche Schulen“ aufzeigen, die oft auf bekannte Wissenschaftler zurückführen, die eine Wissenschaft oder einen Zweig davon begründet, oder stark geprägt haben. So führen sowohl im Mathematics Genealogy Project wie im Theoretical Chemistry Genealogy Project Zweige auf Carl Friedrich Gauß zurück. Bis ins 18./19. Jahrhundert hinein war es in den Naturwissenschaften nicht selten der Fall, dass keine (schriftliche) Dissertation angefertigt wurde, hier werden anstelle von Dissertationen Schüler/Lehrer-Verhältnisse angesetzt, um Traditionen und Schulen zu untersuchen. Gelegentlich werden Wissenschaftler, die die  gleichen akademischen Lehrern hatten als akademische Geschwister bezeichnet.

## Beispiele
- Bei Werner Heisenberg wurden viele junge Wissenschaftler promoviert, und er betreute auch eine große Zahl Postdoktoranden, die seine akademischen Kinder oder Nachfahren wurden. Er selber wurde bei Arnold Sommerfeld promoviert, war bei David Hilbert und Niels Bohr Postdoktorand und habilitierte sich bei Max Born, die so seine akademischen Eltern wurden. Eine Übersicht gibt sein akademischer Stammbaum als Liste[5] und als Baumstruktur[6]
- Auch bei dem Chemiker Robert B. Woodward wurde eine beträchtliche Anzahl von Wissenschaftlern promoviert, und auch er betreute viele Postdoktoranden, seine akademischen Kinder. Seine eigene  Doktorprüfung legte er bei Avery Adrian Morton und James Flack Norris ab. Bei Elmer P. Kohler war er Postdoktorand. Sie sind also seine akademischen Eltern. Eine Liste[7] und eine Baumstruktur[8] zeigen die Zusammenhänge auf.
- Mit dem Mathematics Genealogy Project lässt sich zeigen, dass Carl Friedrich Gauß (1777–1855), der selber nur 15 Doktoranden betreute, über diese inzwischen (November 2022) fast 110.000 „wissenschaftliche Nachkommen“ hat.[9] Da die Datenbank noch keinen vollständigen Datensatz mit allen Doktoranden aller „Nachfahren“ von Gauß enthält und sich die Zahl mit jeder Dissertation bei seinen Nachfahren vergrößert, wird diese Zahl weiterhin steigen. Zum Vergleich: im Dezember 2017 betrug die Zahl rund 81.000.